# 시편 13편
시편 13편은 13번째 시편이다. 시편은 히브리어 성경의 세 번째 부분이자 기독교 구약의 책이다. 그리스어 칠십인역과 라틴어 불가타에서 이 시편은 번호 체계가 약간 다른 시편 12편이다. 라틴어로 "Usquequo Domine"이라고 한다.
시편은 유대교, 가톨릭, 루터교, 성공회 및 기타 개신교 전례의 정규 부분을 형성한다.

## 내용
1. 여호와여 어느 때까지니이까 나를 영원히 잊으시나이까 주의 얼굴을 나에게서 어느 때까지 숨기시겠나이까
2. 나의 영혼이 번민하고 종일토록 마음에 근심하기를 어느 때까지 하오며 내 원수가 나를 치며 자랑하기를 어느 때까지 하리이까
3. 여호와 내 하나님이여 나를 생각하사 응답하시고 나의 눈을 밝히소서 두렵건대 내가 사망의 잠을 잘까 하오며
4. 두렵건대 나의 원수가 이르기를 내가 그를 이겼다 할까 하오며 내가 흔들릴 때에 나의 대적들이 기뻐할까 하나이다
5. 나는 오직 주의 사랑을 의지하였사오니 나의 마음은 주의 구원을 기뻐하리이다
6. 내가 여호와를 찬송하리니 이는 주께서 내게 은덕을 베푸심이로다

### 히브리어 버전
| 절 | 내용                                                           |
| -- | -------------------------------------------------------------- |
| 1  | לַֽ֜מְנַצֵּ֗חַ מִזְמ֥וֹר לְדָוִֽד                                               |
| 2  | עַד־אָ֣נָה יְ֖הֹוָה תִּשְׁכָּחֵ֣נִי נֶ֑צַח עַד־אָ֓נָה \| תַּסְתִּ֖יר אֶת־פָּנֶ֣יךָ מִמֶּֽנִּי            |
| 3  | עַד־אָ֨נָה אָשִׁ֪ית עֵצ֡וֹת בְּנַפְשִׁ֗י יָג֣וֹן בִּלְבָבִ֣י יוֹמָ֑ם עַד־אָ֓נָה \| יָר֖וּם אֹֽיְבִ֣י עָלָֽי |
| 4  | הַבִּ֣יטָֽה עֲ֖נֵנִי יְהֹוָ֣ה אֱלֹהָ֑י הָאִ֥ירָה עֵ֜ינַ֗י פֶּן־אִישַׁ֥ן הַמָּֽוֶת                   |
| 5  | פֶּן־יֹאמַ֣ר אֹֽיְבִ֣י יְכָלְתִּ֑יו צָרַ֥י יָ֜גִ֗ילוּ כִּ֣י אֶמּֽוֹט                          |
| 6  | וַֽאֲנִ֚י \| בְּחַסְדְּךָ֣ בָטַחְתִּי֘ יָגֵ֪ל לִבִּ֗י בִּישֽׁוּעָ֫תֶ֥ךָ אָשִׁ֥ירָה לַֽיהֹוָ֑ה כִּ֖י גָמַ֥ל עָלָֽי     |

## 배경 및 주제
테오도렛은 이 시편이 다윗의 아들 압살롬이 다윗에 대항하여 음모를 꾸몄을 때 지었다는 이론을 세웠다. 그러나 찰스 스펄전(Charles Spurgeon)은 이를 특정 사건과 연결시키려는 모든 시도는 추측일 뿐이라고 주장한다. 오히려 시편은 한 사람이 인생에서 겪는 많은 시련에서 일어나는 감정을 말해준다.
유대교와 기독교 주석가들은 다윗의 불평과 관련된 히브리어로 2-3절(KJV로 1-2절), 히브리어로 4-5절(KJV로 3-4절)로 이 시편의 세 부분 구조에 주목한다. 다윗의 기도를 표현하고 있으며 히브리어로 6절(KJV에서는 5-6)이 다윗의 구원을 묘사하고 있다. A. G. 브라운은 기도가 슬픔과 기쁨 사이의 전환점이라고 주장한다.
스펄전은 "어느 때까지"라는 단어의 반복에 주목한다. 이 시편에서 네 번은 외침과 비슷하다. 그는 이 시편을 "어느 때까지 시편"("How Long Psalm") 또는 "울부짖는 시편"("Howling Psalm")으로 창의적으로 언급한다.